# Гаральд Нікель
Гаральд Нікель (нім. Harald Nickel; 21 липня 1953, Еспелькамп — 4 серпня 2019) — колишній західнонімецький футболіст, що грав на позиції нападника. Відомий за виступами за низку німецьких і бельгійських клубів, а також збірну ФРН. Найкращий бомбардир Кубка УЄФА і чемпіонату Бельгії.

## Клубна кар'єра
У дорослому футболі дебютував 1971 року виступами за команду клубу «Армінія» (Білефельд), в якій провів один сезон, взявши участь лише у 5 матчах чемпіонату.
Згодом з 1972 по 1977 рік грав у складі бельгыйських клубів «Тюрнхаут», «Юніон» та «Кортрейк».
Своєю грою за останню команду привернув увагу представників тренерського штабу клубу «Стандард» (Льєж), до складу якого приєднався влітку 1977 року. Відіграв за команду з Льєжа наступний сезон своєї ігрової кар'єри. У складі «Стандарда» був головним бомбардиром команди, ставши також того сезону найкращим бомбардиром чемпіонату Бельгії.
У 1978 році Нікель повернувся у ФРН, де протягом сезону захищав кольори «Айнтрахта» з Брауншвейга, а потім два роки грав у менхенгладбахській «Боруссії», разом з якою дійшов до фіналу Кубка УЄФА і став найкращим бомбардиром турніру. У 1979 році він перейшов у швейцарський «Базель», провівши в якому один сезон, завершив свою кар'єру.

## Виступи за збірну
21 листопада 1979 року дебютував в офіційних матчах у складі національної збірної Німеччини у грі зі збірноб СРСР (3:1).
Протягом кар'єри у національній команді, яка тривала усього 2 роки, провів у формі головної команди країни 3 матчі. Також провів 5 матчів за другу збірну ФРН і забив в них 3 голи.

## Досягнення
- Найкращий бомбардир чемпіонату Бельгії (1): 1977/78 (22 голи в складі льєжського «Стандарда»)
- Автор «Голу року в Німеччині»[de]: 1979
- Фіналіст Кубка УЄФА (1): 1979/80
- Найкращий бомбардир Кубка УЄФА (1): 1979/80 (разом із Дітером Генессом — по 7 голів)